# Tylova (Plzeň)
Tylova je ulice na Jižním Předměstí v Plzni. Pojmenována je po českém dramatikovi a novináři Josefu Kajetánovi Tylovi, který v Plzni zemřel. Nachází se mezi Husovou a Plachého ulicí. Tylovu ulici křižuje Husovo náměstí, náměstí Emila Škody, Korandova, Kotkova, Koperníkova, Skrétova a Kardinála Berana. Veřejná doprava ulici obsluhuje v celé její délce. Nachází se na ní dvě trolejbusové a autobusové stanice: Tylova a CAN Tylova. Od 1. února 2018 na části ulice platí zpoplatněný tarif parkovací zóny F. Budovu na č.p. 15, kde sídlí základní umělecká škola, odprodal magistrát Plzeňskému kraji. Ulice se vyznačuje vysokým provozem, proto je také častým místem dopravních nehod. Ulice se nachází v části s vyšším počtem přestupků a deliktů. Z ulice pod náměstím Emila Škody a Husovou ulicí vede podchod k centrálnímu autobusovému nádraží.

## Budovy, firmy a instituce
- Fakulta zdravotnických studií ZČU v prostorách Škodových závodů[6]
- potraviny
- lékárna
- základní umělecká škola
- jídelna
- živnostenský úřad[7]
- vietnamské bistro
- autoservis